# 오와다역 (홋카이도)
오와다역(일본어: 大和田駅)은 일본 홋카이도 루모이시에 위치한 홋카이도 여객철도 루모이 본선의 철도역이다. 단선 승강장 1면 1선의 구조를 갖춘 지상역이다.

## 이용 현황
- 1981년도 : 15명
- 1992년도 : 26명

## 역 주변
- 국도 제233호선
- 루모이 강

## 역사
- 1907년경 : 인근의 오와다 탄광 및 사이토 탄산으로부터 루모이 항으로 마차 철도 건설.
- 1910년 11월 23일 : 일본국유철도 루모이 선 후카가와 역 - 루모이 역 간 개통에 수반해 개업. 일반역.
- 1918년 - 1924년 사이 : 홋카이 탄업 오와다 탄광이 이 역으로 인입장을 설치. 루모이 항으로의 마차 궤도를 폐지해, 이 역 인입장까지로 달리함.
- 1925년 : 오와다 탄광 폐산.
- 1931년 10월 10일 : 선로명을 루모이 본선으로 개칭, 그것에 수반해 이 선의 역이 된다.
- 1938년 : 고토부키 탄광 오와다 광업소가 인입장 설치 및 전용선 부설.
- 1957년 이전 : 고토부키 탄광 전용선 폐지.
- 1960년 9월 15일 : 화물 취급 폐지.
- 1984년 2월 1일 : 소화물 취급 폐지. 동시에 출찰 · 개찰 업무를 정지해서, 여객 관계의 직원을 배치하지 않아 무인역으로 한다. 단, 폐색 취급의 운전요원은 계속 배치.
- 1986년 11월 1일 : 폐색 합리화에 수반해 교환 설비 폐지. 조사 폐색 운전 요원을 무인화.
- 1980년대 후반 : 역사 개축, 화차 역사로 한다.
- 1987년 4월 1일 : 일본국유철도 분할 민영화에 의해, 홋카이도 여객철도가 승계.
- 1997년 4월 1일 : 선로명을 루모이 본선으로 개칭, 그것에 수반해 이 선의 역이 된다.
- 2023년 4월 1일: 폐역.

## 인접 역
| 홋카이도 여객철도 루모이 본선 | 홋카이도 여객철도 루모이 본선 | 홋카이도 여객철도 루모이 본선 |
| ----------------------------- | ----------------------------- | ----------------------------- |
| 후지야마 후카가와 방면        | 루모이 본선                   | 루모이 마시케 방면            |